# Sven Carlquist
Sven Otto Rudolf Carlquist, född 18 januari 1917 i Lund, död 13 november 1982 i Ystad, var en svensk jurist och lokalhistorisk författare. 
Carlquist, som var son till överbibliotekarie Gunnar Carlquist och Mim Schwenn, avlade studentexamen 1936 och blev juris kandidat vid Lunds universitet 1943. Han fullgjorde tingstjänstgöring i Södra Åsbo och Bjäre domsaga 1944–1945, blev förste amanuens vid länsarbetsnämnden i Östergötlands län 1945, stadsnotarie i Ystads stad 1947 och var stadsombudsman där 1949–1981 (tillförordnad kommunalborgmästare 1961–1964). Han var auditör hos chefen för Södra skånska regementet (P 7) från 1953 och ordförande i valnämnden 1961. Han bedrev ett omfattande lokalhistoriskt författarskap, var ordförande i Ystads fornminnesförening 1962 och tilldelades Ystads kommuns kulturpris 1966.